# رايموند دوشامب فيون
وإسمه الحقيقي بييري ماوريس رايموند دوشامب (بالفرنسية: Pierre-Maurice-Raymond Duchamp)‏ وهو نحات فرنسي ولد في يوم 5 نوفمبر 1876 في بلدة دامفيه في إقليم أور في فرنسا وشقيقه جاكيس فيون هو رسام وشقيقه الآخر مارسيل دوشامب هو لاعب شطرنج ونحات وشاعر وشقيقته سوزان دوشامب هي رسامة، توفي في يوم 9 أكتوبر 1918 في مدينة كان في فرنسا.

## روابط خارجية
- رايموند دوشامب فيون على موقع الموسوعة البريطانية (الإنجليزية)